# Duarte Leite
Duarte Leite Pereira da Silva GCC (Porto, 11 de agosto de 1864 — Porto, 28 de setembro de 1950), conhecido apenas por Duarte Leite, foi um professor, historiador, diplomata e político republicano português dos tempos da Primeira República. 

## Carreira
Leccionou da Academia Politécnica do Porto onde regeu, durante vinte e cinco anos, de 1886 a 1911, as cadeiras de Geometria descritiva, Astronomia e Geodesia. Simultaneamente foi director do diário A Pátria.
A partir de 1906 ocupou sucessivamente diferentes cargos políticos: vereador da Câmara Municipal do Porto e, em seguida, Ministro das Finanças no governo presidido por João Chagas.
De 16 de junho de 1912 a 9 de janeiro de 1913 foi Primeiro Ministro num governo que integrou democráticos, evolucionistas e unionistas.
De 1914 até 1931 foi embaixador de Portugal no Brasil.
A 17 de agosto de 1922 foi Grã-Cruz da Ordem Militar de Nosso Senhor Jesus Cristo.
A partir de 1931 passou a viver na sua casa de Meinedo (Douro), onde escreveu alguns livros sobre História de Portugal assim como sobre a história dos Descobrimentos portugueses. Os seus estudos sobre os descobrimentos portugueses deram origem a uma monografia em dois volumes intitulada História dos descobrimentos.
Morreu a 28 de setembro de 1950 na Casa de Saúde da Boavista, no Porto.